# Harmonia axyridis
Harmonia axyridis este o specie din familia Coccinellidae. Indivizii din această specie au talia mare, de 7–8 mm, culoarea elitrelor variind de la galben-portocaliu la maroniu iar numărul punctelor fiind între 0 și 22. Specia este originară din Asia de est, dar a fost introdusă în Europa și în America de Nord în scopul controlării insectelor parazite precum afidele. Acum este o specie comună, bine cunoscută și care se răspândește rapid în toate regiunile.